# Thomas Cup 1961 - Zona Americana
La Thomas Cup es una competición internacional de bádminton por equipos varoniles. Para la Thomas Cup de 1961, 18 equipos nacionales se dividieron en 4 grupos, a saber: Asia, Australasia, Europa y América. Los cuatro ganadores de cada zona después jugarían entre sí en una segunda ronda (Ronda de Inter-zonas) en Yakarta, Indonesia, para tener el derecho de enfrentar en la Ronda de Reto al entonces campeón defensor, Indonesia, quien estaba eximido de competir en las rondas preliminares. Para una descripción más detallada sobre el formato de la Copa Thomas, ver el artículo general de Wikipedia sobre la Thomas Cup.
Como en años anteriores, para la Thomas Cup de 1961, la zona Americana se limitó a un enfrentamiento mano a mano entre los Estados Unidos y Canadá, mismo que fue ganado, como siempre, por el equipo estadounidense. Dicho duelo se llevó a cabo en Toronto, Canadá, el 24 y 25 de febrero de 1961.
| Estados Unidos               | Canadá                     | Set 1 | Set 2 | Set 3 |
| Jim Poole                    | J. Carnwath                | 15-10 | 15-0  |       |
| Jim Poole                    | B. Westcott                | 15-4  | 15-3  |       |
| Bill E. Berry                | Wayne Macdonell            | 12-15 | 15-10 | 15-4  |
| Bill E. Berry                | J. Carnwath                | 15-7  | 15-7  |       |
| Manny Armendariz             | Bert Fergus                | 7-15  | 17-16 | 2-15  |
| JC Alston - TW Rogers        | Bert Fergus - B. Westcott  | 15-4  | 15-1  |       |
| JC Alston - TW Rogers        | J. Martin - H. Kirkconnell | 15-8  | 15-4  |       |
| Jim Poole - Manny Armendariz | J. Martin - H. Kirkconnell | 15-1  | 15-11 |       |
| Jim Poole - Manny Armendariz | Bert Fergus - B. Westcott  | 8-15  | 15-12 | 7-15  |

Los Estados Unidos derrotó fácilmente a Canadá 7-2. Jim Poole ganó su dos juegos de singles en dos sets, además de haber ganado un juego de dobles también en dos sets, jugando de pareja de Manny Armendariz. Joseph Cameron Alston y T Wynn Rogers también tuvieron una participación destacada y ganaron sus dos juegos de dobles en dos sets. Bill E. Berry también ganó sus dos juegos de singles. Quizás la figura canadiense más sobresaliente fue Bert Fergus, quién ganó su juego de singles contra Manny Armendariz y, jugando de pareja de B. Westcott, su juego de dobles contra Jim Poole y Manny Armendariz.
En la siguiente ronda de Inter-zonas, los Estados Unidos enfrentarían al potente equipo de Dinamarca, integrado por sus leyendas de bádminton: Erland Kops y Finn Kobbero.